# Ungdom av idag
Ungdom av idag är en svensk film från 1935. I huvudrollerna ses Anne-Marie Brunius, Kotti Chave och Tollie Zellman.

## Handling
På ett tåg syns en skara unga flygkadetter på väg till inställelse. En äldre societetsdam med sjåpigt uppträdande tränger sig genom tågkorridoren alltmedan hon kör med sin servile man. Det är fru von Löwen som på detta sätt väcker allas uppmärksamhet. De unga kadetterna kliver av vid en station. Fru von Löwen uttrycker sin beundran för de stiliga unga männen och önskar att hennes dotter skulle gifta sig med en sådan. På flygflottiljen pågår full aktivitet och de unga männen ställer upp och blir hälsade av översten. På luckan syns hur de nya redan börjar roa sig och en av dem, Kirre, pryder sitt skåp med en mängd flickkort. En nykomling kommer in. Det är Gunnar Björnberg som frågar efter jaktkursen. Han har i ett tidigare skede havererat med ett flygplan.
Hemma hos Löwens får man besök av den unge Valter, en societetsfjant, som frågar efter dottern Tony. Tidigare har frun fått telefonsamtal från en direktör Bergström som lånat ut pengar och nu pressar på. Denne obehaglige man säger att det är många affärer som vill tala med fru von Löwen. Tony är först inte hemma men man ser av hennes rum att hon är en modern ung kvinna, engagerad i en frivilligorganisation, Röda stjärnan (verklighetens Blå stjärnan). Tony kommer hem så småningom. Valter är påtänkt för henne men hon håller en på ganska sval distans. Modern är dock angelägen om att underhålla denna förbindelse eftersom den enda chansen att klara de trassliga affärerna är att gifta bort dottern rikt eftersom hennes bror vägrar låna ut mer pengar.
Gunnar är ute på natten i Stockholm. Han ser en terrier som rymt. På halsbandet ser han att hunden tillhör en Löwen boende på Karlaplan och han lämnar in hunden där samt lägger namn och adress på minnet. Tonys mor har satt in en bild av Tony i Vecko-Journalen under dess stående rubrik ”En vacker flicka denna vecka”. Detta observeras med förargelse av Tonys morbror Oscar av Rudeberg, en gammal provinsialläkare och tvärvigg. Det är fler som sett bilden, bland andra flygarna på luckan. Gunnar som blivit tillfrågad av de andra om inte han har någon flicka, säger som en nödlögn när han ser bilden i tidningen att det är just henne han skall träffa.
Följaktligen eskorterar de honom till Karlaplan och huset där hon bor. De ställer sig utanför för att vänta ut honom och Gunnar befinner sig en ganska förlägen situation. Men Tony kommer just då ut ur hissen och han lyckas förklara för henne vad saken gäller och ber henne rädda honom ur knipan. Hon säger ja och tar hans arm. Till kamraternas häpenhet stiger de båda in i en taxi och han föreslår att de åker till tivoli. De har en helkväll på Gröna Lund och han följer med henne hem till Karlaplan. De sätter sig en stund och pratar och när Gunnar uppmärksammar att de satt sig vid Carl Milles flygarmonument reser han sig och gör en stram honnör. Därefter följer han henne till porten där de tar farväl och hon bär på en nalle hon vunnit på tivoli.
Valter kommer hem till Löwens och verkar olycklig eftersom Tony svikit honom. Modern är också sorgsen därför att hon är stygg mot Valter men Tony säger att hon är kär i en annan, en flygare. Modern undrar om han är av god familj och undrar vad folk skall säga. Tony säger emellertid till Valter att det är slut. Tony får kort därefter emellertid besök av Bergström. Denne har fått fatt på växlar som fru Löwen förfalskat med sin brors namn. Tony lovar att han skall få sina pengar. När Bergström försvunnit och modern återkommit ställer Tony henne mot väggen. De har levt på lån och lögner säger hon. Det finns bara en utväg och det är att Tony gifter sig med Valter. Tony gråter ut och när Gunnar ringer säger modern att hon är sjuk.
Gunnar skall på övning men innan den gör han ett besök. Han märker att Tony är betryckt och undvikande. Han ser också en dedicerad bild av Valter på hennes nattduksbord och drar slutsatsen att det är slut, särskilt som Valter i samma ögonblick kommer in i våningen med hunden. Trots Tonys protester går Gunnar sin väg och säger att allt var bara lögn som hon sa, att hon lekt tillräckligt länge med honom. Hemma på luckan tar han ner hennes bild.
Dagen efter reser Tony iväg med tåget samtidigt som flygarna förbereder flygövningen. Det skall bli avancerad jaktflygning men eftersom Gunnar kom för sent kvällen innan får han order att stanna på marken. Han får istället uppgift att hjälpa en flygingenjör som håller på med ett experimentplan. I ett obevakat ögonblick startar Gunnar planet och lättar. Olyckligtvis är inte roderlinan låst och när Gunnars flygning blir allt mer avancerad går planet över styr och han störtar.
Vid samma tillfälle har Tony kommit hem till sin morbror. Denne har ett sto som skall föla och födseln blir besvärlig men Tony hjälper till. Denne blir imponerad av Tonys insats när ser att det är hon som hjälpt till. Tony ber honom om hjälp och berättar hela den trassliga historien och hur hon kommer att förlora Gunnar om hon gifter sig för pengar. Men hon säger att hon måste klara det. Det är orätt att offra sig för pengars skull. Morbrodern som läst i tidningen om flygolyckan kommer förstår att det är Gunnar som störtat.
Gunnar har hamnat på lasarettet efter olyckan och kamraterna tycker att han flugit förbannat bra. Men när Tony kommer på besök vägrar han ta emot henne. Gunnar tillfrisknar så småningom och man håller avslutningsbal för kadetterna. Tony uppenbarar sig i sällskap med Valter. Hon träffar översten som är en gammal vän till hennes far. Gunnar betraktar henne avvisande. Deras inledande samtal blir stelt och de dansar utan större engagemang. Efteråt går de ut på terrassen och pratar. Han säger att han inte har något att säga av betydelse och hon erinrar ironiskt om de stora ord de uttalat för varandra. Hon bjuder hem honom på ”förlovningsmiddag” och Gunnar tror uppenbart då att hon tänker göra allvar med Valter. Gunnar går sin väg men möter hennes föräldrar i grinden. De har med sig hennes hund och säger att deras dotter just är på väg att förlova sig med en flygare och förstår att hon är kär i honom. De ber honom lämna hunden till Tony och han går in igen med den och ber att få tala med henne. Nu är de äntligen tillräckligt vuxna och mogna för varandra.

## Om filmen
Ungdom av idag hade premiär den 13 november 1935 på biografen China vid Berzelii park i Stockholm. Filmen utspelas vid flygvapnets flygskola.

## Rollista i urval
- Tollie Zellman – Lydia Löwen, grevinna
- Anne-Marie Brunius – Tony Löwen, hennes dotter
- Kotti Chave – Gunnar Björnberg, furir, flygaspirant
- Nils Wahlbom – Klemens Löwen, Tonys far, f.d. major
- Carl Barcklind – Oscar af Rudeberg, läkare
- Einar Axelsson – Valter Lekander
- Gösta Cederlund – chef för Flygskolan, major
- Fritiof Billquist – kapten Brandt, chef för Jaktkursen
- Karl-Magnus Thulstrup – majorens adjutant
- Tore Lindwall – Hellichius, flygingenjör
- Tord Bernheim – Dahlquist, aspirant
- Arnold Sjöstrand – Hammar, aspirant
- Henrik Dyfverman – Lundgren, aspirant
- Sven Bertil Norberg – Linde, aspirant
- Folke Hamrin – Bergman, aspirant
- Björn Forsell – af Klinteberg, aspirant
- Oscar Törnblom – Jacobson, aspirant
- Willy Peters – Nyblom, aspirant
- Ruth Weijden – Kristina, af Rudebergs hushållerska
- Theodor Berthels – direktör Bergström, procentare
- Bellan Roos – Anna, Löwens jungfru
- Fredrik Lambert-Meuller – stand-in för Kotti Chave i flygscenerna

## Musik i filmen
- Sweet Sue - Just You,  kompositör Victor Young, text Will J. Harris svensk text 1949 Gösta Norén, sång Sven Bertil Norberg
- Ungdom av i dag,  kompositör Sune Waldimir, instrumental.
- För jag älskar dig,  kompositör Sune Waldimir, instrumental.